# Ибн Джарир ат-Табари
Абу́ Джафа́р Муха́ммад ибн Джари́р ат-Табари́ (араб. أبو جعفر محمد بن جرير الطبري‎; 839, Табаристан — 923, Багдад) — исламский историк и богослов, основатель и эпоним джариритского мазхаба. Ат-Табари является автором исторического труда «История пророков и царей», тафсира Корана и трудов по исламскому законоведению.

## Биография
Ат-Табари родился в Амоле, Табаристан (город на севере современного Ирана), по разным данным или в персидской, или в арабской семье. К семи годам стал хафизом (выучил Коран наизусть), к восьми — считался имамом. В 12 лет покинул отчий дом для продолжения учёбы, вначале в Рее, затем в Багдаде. Путешествовал в Сирию, Палестину и Египет. К концу жизни вступил в конфликт с последователями ханбалита аль-Барбахари.

## Историография
В арабской исторической литературе он занимает одно из первых мест, как «отец мусульманской историографии». Автор работы «Тарих ар-русуль ва-ль-мулюк» (с араб. — «История пророков и царей», полное заглавие: «История царей и их жизнь, рождений пророков и известий о них, и того, что случилось во время каждого из них»). Это всеобщая история от сотворения мира до IX века, крупнейшее произведение исламской историографии. Этот труд был закончен в 914 году. Полный текст не сохранился, до нас дошло авторское сокращение: по свидетельству Хаджи-Хальфы, первоначально «История» состояла из 30000 листов, но впоследствии автор сократил текст, чтобы сделать более доступным. Несмотря на это, сочинение Табари весьма обширно; полностью даже сокращённый вариант в конце XIX века не находился ни в одной из европейских библиотек. Существует также персидская версия Истории, составленная Балами (XIV век, переведена на французский язык Зотенбергом), чагатайская версия, а также труды исламских историков и географов, пользовавшихся полным текстом ат-Табари.

## Тафсир
Другой труд ат-Табари — Тафсир ат-Табари, великий тафсир, или комментарий к Корану; из-за объёма и оригинальности суждений (некоторые трактовки использовались предводителями восстаний) текст не имел широкого хождения, однако до нас дошёл и сейчас считается классикой исламского богословия. Более того, многими мусульманскими богословами он признавался самым лучшим комментарием к Корану. Ан-Навави пишет об Ибн Джарире: «У него есть известная книга по истории и тафсир, равного которому ещё никто не написал…». Такого же мнения о нём Джалалуддин ас-Суюти: «…Тафсир имама Абу Джафара ибн Джарира ат-Табари, о котором уважаемые учёные сошлись на том, что не было написано тафсира подобного ему».

## Переводы
По почину арабиста де Гуе в XIX веке образовался особый международный комитет для издания «Истории». Профессор Козегартен предпринял издание сочинения ат-Табари, с латинским переводом, и с 1838 по 1853 год выпустил 3 тома, то есть не более 5 % всего сочинения. В 1980—2000-е годы 40-томное издание «Истории» вышло в США. На русском языке выходили «Избранные отрывки» ат-Табари (в Ташкенте).
Русские переводы
- Материалы по истории туркмен и Туркмении. Т. 1: Пер. В. И. Беляева и Е. А. Разумовской. — М.: Институт Востоковедения, 1939.
- История ат-Табари. Перевод с арабского В. И. Беляева, О. Г. Большакова, А. Б. Халидова Ташкент: Фан, 1987. — 440 с.
- История пророков и царей. Том 2 — Махачкала: Издательский дом «Нуруль иршад» ISBN 978-5-9989-68464, Год издания: 2010